# Steve Jobs (Film)
Steve Jobs ist eine Filmbiografie über das Leben von Steve Jobs unter der Regie von Danny Boyle. Das Drehbuch verfasste Aaron Sorkin auf Basis der gleichnamigen autorisierten Biografie von Walter Isaacson aus dem Jahr 2011. Die titelgebende Hauptrolle wird von Michael Fassbender gespielt. In weiteren Rollen sind Kate Winslet, Seth Rogen, Katherine Waterston, Jeff Daniels und Michael Stuhlbarg zu sehen.
Der Film wurde erstmals am 5. September 2015 auf dem Telluride Film Festival gezeigt. In Deutschland hatte der Film am 12. November 2015 Premiere.
Der Film ist nach Jobs aus dem Jahr 2013, in dem Ashton Kutcher die Hauptrolle übernommen hatte, die zweite Filmbiografie seit dem Tod des 2011 verstorbenen Apple-Gründers. Bereits 1999 erzählte der Fernsehfilm Die Silicon Valley Story die Anfänge von Apple und Microsoft.

## Handlung
Der Film zeigt Ereignisse hinter den Bühnen bei drei großen Produktpräsentationen: die des Macintosh 1984, die von NeXT 1988 und die des iMac 1998. Dabei stehen nicht die vorgestellten Produkte im Vordergrund, sondern es wird vielmehr ein Querschnitt durch das Leben des Steve Jobs mit all seinen inneren und äußeren Konflikten geboten.

## Produktion

### Vorproduktion
Sony Pictures erwarb die Rechte an Isaacsons Biografie im Oktober 2011 und engagierte Aaron Sorkin für die Umsetzung des Drehbuchs. Sorkin sprach während der Entstehung des Drehbuchs unter anderem mit Steve Wozniak, der von Sony als Berater für das Projekt engagiert worden war.
Nachdem Sorkin im Januar 2014 das Drehbuch vollendet hatte, wurde zunächst David Fincher als möglicher Regisseur für das Projekt gehandelt. Im April 2014 verließ Fincher das Projekt nach Vertragsstreitigkeiten. Die Regie übernahm dann Danny Boyle. Für die Hauptrolle war Leonardo DiCaprio geplant, der jedoch kurz darauf aus dem Projekt ausstieg.
Nachdem auch Christian Bale von der Hauptrolle Abstand nahm, entschied man sich für Michael Fassbender. Sony stoppte jedoch kurz danach das Projekt komplett.
Im November 2014 wurde das Projekt von Universal Pictures übernommen. Kurz darauf wurden Jeff Daniels und Michael Stuhlbarg gecastet. Im Dezember wurde bekannt gegeben, dass auch Kate Winslet eine Rolle in Boyles Film übernehmen wird.

### Dreharbeiten
Die Dreharbeiten für Steve Jobs begannen am 16. Januar 2015 im kalifornischen Los Altos und wurden in Berkeley, Cupertino und San Francisco fortgesetzt. Die letzten Szenen wurden am 10. April 2015 in der San Francisco Bay Area aufgenommen.
Kameramann Alwin H. Küchler wählte für jeden der drei Akte eigenes Filmmaterial: 16-mm-Film für den ersten Akt 1984, 35-mm-Film für den zweiten Akt 1988 und hochauflösende Alexa-Digitalkameras für den dritten Akt 1998.

### Postproduktion
Am 26. Februar 2015 wurde bekannt gegeben, dass das Londoner Unternehmen Union die visuellen Effekte des Films umsetzen wird.

## Finanzieller Erfolg
In den USA wurde der Film zu einem geringeren Erfolg als erwartet. In den ersten fünf Wochen nach der Uraufführung brachte er 16,7 Millionen US-Dollar ein; am ersten Wochenende waren es sieben Millionen statt der erwarteten 15 bis 19 Millionen Dollar. Wegen des geringen Zuschauerinteresses nahmen 2.000 Kinos den Film nach fünf Wochen aus dem Programm statt wie üblich nach durchschnittlich acht bis zehn Wochen.

## Kritik
Nach der Vorführung beim Telluride Film Festival erhielt der Film überwiegend positive Kritiken. Die Kritiker lobten neben der herausragenden Leistung von Michael Fassbender auch die der Nebendarsteller Seth Rogen, Michael Stuhlbarg und Kate Winslet. Letztere würde laut Gregory Ellwood von Hitfix.com in Steve Jobs eine der besten Leistungen ihrer Karriere zeigen.
Die Mehrzahl der Kritiken lobten Aaron Sorkins Drehbuch, das einerseits „atemlos, geistreich und kultiviert“ („breathless, witty, urbane“) sei, andererseits auch „anstrengend“ („exhausting“). Rodrigo Perez von The Playlist nannte den Film ein „schillerndes Vorzeigeprojekt der brillanten, vielschichtigen“ („a dazzling showcase of the brilliant, multi-layered“) Leistung von Aaron Sorkin. Die Filmmusik von Daniel Pemberton sei laut Perez „grandios und vielfältig“ („terrific and versatile“).
Daniel Sander urteilte im Literatur-Spiegel, Steve Jobs sei künstlich, klaustrophobisch und oft unnötig melodramatisch, aber er mache „aus einem Gott wieder einen Menschen“.
Als „bisher hochkarätigste Jobs-Ode“ bezeichnete Hanns-Georg Rodek den Film in der Welt. Boyle und Sorkin malten fast zwei Stunden lang „eines der größten Ekelpakete der Filmgeschichte in den abstoßendsten Farben“ – und dann „exkulpieren sie es in fünf Minuten“.
Der Film mache klar, dass Steve Jobs „kein besonders interessanter Mann“ gewesen sei, schrieb Verena Lueken in der Online-Ausgabe der Frankfurter Allgemeinen Zeitung und wünschte sich einen Film über Steve Wozniak – oder Joanna Hoffman, „die im Orchester von Steve Jobs die erste Geige spielt, und die zweite dazu und auch die Pauke schlägt“.
Bei Rotten Tomatoes erhielt der Film (Stand 8. September 2015) 92 % positive Bewertungen mit einer Durchschnittswertung von 7,4 von 10 Punkten.

## Auszeichnungen (Auswahl)
Von der Deutschen Film- und Medienbewertung wurde Steve Jobs mit dem Prädikat besonders wertvoll versehen. In der Begründung heißt es: „Danny Boyle ist mit seinem Film ein ebenso komplexes wie dichtes Meisterwerk gelungen, das ähnlich wie David Finchers The Social Network viel mehr als nur die Biografie eines IT-Pioniers zeigt. Statt sklavisch den gesamten Lebensweg des Apple-Masterminds nachzuzeichnen, beschränkt sich der Film auf drei markanten Stationen, drei Episoden, die jeweils kurz vor einer wichtigen Präsentation stattfinden.“
Kate Winslet war 2016 für den Oscar als Beste Nebendarstellerin nominiert, Michael Fassbender erhielt die Nominierung als Bester Hauptdarsteller. Winslet gewann für ihre Darstellung den Golden Globe Award, einen British Academy Film Award und den London Critics’ Circle Film Award. Aaron Sorkin wurde für sein Drehbuch mit einem Satellite Award und einem Golden Globe ausgezeichnet.